# Il rovescio e il diritto
Il rovescio e il diritto (in originale L'Envers et l'Endroit) è una raccolta di saggi di Albert Camus, scritti fra il 1935 e il 1936 e pubblicati per la prima volta nel 1937 presso l'editore Edmond Charlot (1915-2004) di Algeri in pochissime copie, quindi da Gallimard nel 1958 con l'aggiunta della prefazione. In italiano il volume è uscito per Bompiani nella traduzione di Sergio Morando, dapprima nella raccolta Saggi letterari del 1959. Si tratta del primo volume dell'autore che raccoglie e organizza degli scritti sul quartiere Belcourt di Algeri e su due viaggi, uno alle isole Baleari e l'altro a Praga e a Vicenza. Per molto tempo Camus non voleva ristamparlo, ma molto dopo, verso la fine della sua vita (senza sapere che lo fosse), rivide il suo giudizio e considerò il libro come fonte segreta che ha alimentato tutti i suoi libri successivi.
La raccolta include:
- Prefazione (Préface, 1958)
- L'ironia (L'ironie)
- Fra il sì e il no (Entre oui et non)
- La morte nell'anima (La mort dans l'âme)
- Amore di vivere (Amour de vivre)
- Il rovescio e il diritto (L'Envers et l'Endroit)

## Edizioni
- Albert Camus, Saggi letterari, traduzione di Sergio Morando, Bompiani, 1959, ISBN 88-452-2531-3.
- Albert Camus, Opere, traduzione di Sergio Morando, Utet, 1960.
- Albert Camus, Opere, vol. 2, trad. di Sergio Morando, Bompiani, 1969.